# União Internacional de Pentatlo Moderno
União Internacional de Pentatlo Moderno  (em francês:  Union Internationale de Pentathlon Moderne – UIPM), é a entidade internacional que rege o pentatlo moderno. Sua sede fica em Monte Carlo, Mônaco. O esporte foi introduzido nos Jogos Olímpicos em Estocolmo 1912, por sugestão do criador dos Jogos modernos, Barão Pierre de Coubertin, compreendendo os esportes do tiro, esgrima, hipismo, natação e corrida, que integrou o mesmo espírito de sua contrapartida dos Jogos gregos da Antiguidade, lançamento de lança, wrestling, lançamento do disco, corrida em volta do estádio e salto. Seu atual presidente é o alemão Klaus Schormann.
Introduzido nos Jogos Olímpicos em 1912, o pentatlo moderno foi primeiramente administrado pelo Comitê Olímpico Internacional até 1948, quando foi fundada a União Internacional de Pentatlo Moderno tendo o sueco Gustaf Dyrssen, campeão olímpico da modalidade em Antuérpia 1920, como primeiro presidente e outro sueco,  Sven Thofelt, como secretário-geral. Thofelt seria o presidente da entidade por 28 anos.
Em 1960, o biathlon (tiro de rifle e corrida de esqui cross-country) foi introduzido nos Jogos Olímpicos de Inverno e integrou-se à UIPM, que passou a chamar-se Union Internationale de Pentathlon Moderne et Biathlon (UIPMB). Em 1993 foi feito um acordo de maneira que o biathlon pudesse ser gerido autonomamente, com administração e entidade própria, mas a UIPMB continuou a ser a única associação multiesportiva internacional reconhecida pelo COI. Até 1998, o presidente do pentatlo moderno atuava como presidente da União nos dois anos anteriores aos Jogos Olímpicos de Verão e o presidente do biathlon fazia o mesmo nos dois anos anteriores aos Jogos Olímpicos de Inverno.
Em 26 de junho de 1998, a União Internacional de Biathlon se considerou capaz de autogestão e separou-se efetivamente do pentatlo moderno em 20 de agosto de 1998, criando duas associações distintas, a  UIPM e a IBU, ambas hoje reconhecidas pelo COI. Hoje existem 114 federações nacionais associadas à UIPM.